# أرغيروبولي
أرغيروبولي: (باليونانية:Αργυρούπολη)، (بالإنجليزية:Argyroupoli)، مدينة يونانية ومركز لبلدية تقع في جنوب وسط البلاد وهي تقع ضمن مقاطعة جنوب أثينا التي تتبع إدارياً لإقليم آتيكا الإداري.

## الموقع والسكان
تعتبر المدينة إحدى الضواحي الأثينية من جهة الجنوب إذ تبعد مسافة (9) كيلومتر إلى الجنوب من مركز العاصمة، وذلك عبر طريق فولياغميني.
تحد المدينة من جهة الشمال بلدية إيليوبولي، من الغرب آليموس وَ إلينيكو، من الجنوب غليفاذا، ومن الشرق جبل هيميتوس.
يبلغ عدد سكان المدينة والبلدية معاً حوالي (35) ألف نسمة (التعداد السكاني لعام 2001).

## التسمية والتاريخ
يعني اسم أرغيروبولي في اللغة اليونانية (مدينة الفضة)، وذلك من (آرغيروس) (άργυρος=argyros) وتعني (فلز الفضة)، وَ (بوليس) (πόλη=poli) وتعني (مدينة). أطلق عليها هذا الاسم تيمناً بمدينة أرغيروبولي التاريخية في آسيا الصغرى، والتي تقع حالياً في تركيا وتعرف تحت اسم غوموشانه (Gümüşhane).
بدأ تاريخ المدينة منذ العام (1926) عندما سكنت في الأراضي التي كانت عبارة عن مناطق رعي للماشية (39) عائلة يونانية مهجرة من مدينة أرغيروبولي في آسيا الصغرى، تطورت هذه المستوطنة تدريجياً ففي العام (1932) بنيت فيها أول كنيسة مكرسة للـقديسة باربرة (شفيعة المدينة الأصلية). تطورت المدينة بسرعة في أربعينيات وخمسينيات القرن العشرين بسبب قربها من مطار أثينا القديم.
أعلنت عام (1972) كبلدية.

## متفرقات
- تعتبر أرغيروبولي من إحدى الضواحي السكنية لأثينا.
- تعتبر المدينة أكثر ضاحية أثينية تطوراً في مجال المعلوماتية وتزويد الشبكات لقاطنيها.
- أهم نادي رياضي في المدينة هو آونا (A.O.N.A).

## توأمة
لأرغيروبولي اتفاقيات توأمة مع:
- مونكالييري

## وصلات خارجية
- موقع المدينة الرسمي